# Embrio (sastav)
Embrio je hrvatski gothic metal rock sastav koji glazbeno djeluje od 1999. godine.
 
Na području svog žanra ostaje u širem kontekstu poznat po djelovanju Branimira Vugdelije osnivača samog benda, iznimnog samoukog glazbenika i osobe čija je obećavajuća karijera prekinuta naprasnom smrću u motociklističkoj nesreći 21. srpnja 2007. godine.
 
Kada se govori o bendu Embrio misli se na originalnu postavu benda u razdoblju od 1999. do 2007. godine, premda je bend nastavio djelovati uz jedno manje neaktivno razdoblje.

Embrio je imao nekoliko godina prestanka aktivnog djelovanja uz iznimku sudjelovanja na In Memoriam Branimir Vugdelija.

## Povijest
Embrio je osnovan tijekom 1999. godine, osnovali su ga Branimir Vugdelija i Vlade Marinović Tuli te su prijedlogom Rina Vugdelije inspirirani Black Sabbathovom Embryo nazvali bend istim imenom koje će poslije promijeniti u Embrio. Kao uzore na početku djelovanja benda članovi ističu bendove HIM, Type O Negative, Black Sabbath, The 69 Eyes i Cradle of Filth te u svojim izvedbama pjesama zvuk često približavaju navedenim uzorima.

Nakon samih početaka i pobjede na jednom lokalnom natjecanju bendova u Sinju, 2002. godine bend snima svoj prvi demoalbum To My Beloved. Nakon nekoliko izmjena članova benda, 2003. godine na S.A.R.S. u Sinju osvajaju prvu nagradu i to kao poticaj gura bend nekoliko stepenica dalje da se odvaže na nastupe van svog lokalnog kruga te imaju koncert u kultnoj zagrebačkoj Močvari.

Početkom 2004. godine bend je napustio Rino Vugdelija brat Branimira Vugdelije a novi bubnjar je postao Antuća Ugrin. Te nakon toga kreću sa snimanjem novog albuma ali zbog nesuglasica netom prije završetka albuma iz benda odlaze osnivač basist Vlade Marinović Tuli i bubnjar Antuća Ugrin. Na njihova mjesta dolaze Denis Brkić kao basist te se vraća Rino Vugdelija kao bubnjar.

Krajem 2005. godine objavljuju album Gabriel's Grief kojim bend dolazi do svog specifičnog izričaja i zvuka po kojem postaje prepoznatljiv uz izniman vokal i autorstvo Branimira Vugdelije. U tom razdoblju se bendu pridružuje Nikola Buljan koji skida teret gitarskog muziciranja s vokala Branimira Vugdelije. Te bend kreće sa snimanjem i trećeg albuma.

21. srpnja 2007. godine, dan nakon održavanja "Resurrection" koncerta u Sinju, Branimir Vugdelija smrtno stradava u motociklističkoj nesreći par kilometara od grada na cesti prema svom rodnom Otoku. Taj nesretni događaj je duboko potresao lokalnu glazbenu scenu a sam bend je izgubio osnivača, vodeći vokal, autora, inicijatora većine aktivnosti benda, te po riječima članova: "...brata, prijatelja i najvažnijeg člana..." 

Embrio je nakon 2007. godine nekoliko godina nastavio inozemnim i domaćim svirkama, da bi prestao s aktivnim djelovanjem. Iako nije bilo aktivnog djelovanja benda, sam bend je redovito nastupao na godišnjem memorijalu In Memoriam Branimir Vugdelija.

Nakon nekoliko godina stanke u djelovanju benda, većina članova stare postave benda su ponovno pokrenuli djelovanje benda koji je sada aktivan.

## Postava benda
Originalnu postavu benda činili su sljedeći članovi:
- Branimir Vugdelija † - vokal - 1999. – 2007.
- Vlade Marinović Tuli - bas-gitara - 1999. – 2005.
- Dado Samardžić - gitare - 1999. – 2007.
- Rino Vugdelija - bubnjevi 1999. – 2004. te 2005. – 2012.
- Petar Radović -  klavijature 1999. – 2007.

Nakon ponovnog okupljanja sastava Embrio, nastupa s glazbenicima:

- Vlade Marinović Tuli - bas-gitara,
- Dado Samardžić - gitare,
- Petar Radović  - glavni vokal,
- Nikola Buljan - gitara,
- Josip Marković - klavijature i
- Duje Maleš - bubnjevi

Netom prije prestanka aktivnog djelovanja u Embriju kao posljednja postava benda bili su ovi glazbenici:
- Petar Radović  - glavni vokal 2007. – 2012., klavijature 1999. – 2007.
- Josip Marković - klavijature 2007. – 2012.
- Zoran Brašnjo - gitara 2011. – 2012.
- Rino Vugdelija  - bubnjevi 1999. – 2004.  te 2005. – 2012.
- Luka Botica  - bas-gitara, prateći vokal 2011. – 2012.

Tijekom dugogodišnjeg djelovanja Embrio je izmijenio nekolicinu članova prilagođavajući se svom glazbenom izričaju te željama pojedinih članova da napuste sastav.

Neki od bivših članova benda postave su:

- Antuća Ugrin - bubnjevi - 2004. – 2005.
- Denis Brkić - bas-gitara - 2005. – 2011.
- Nikola Buljan - gitare - 2007. – 2011.
- Goran Mijić -  vodeća gitara

## Diskografija
Embrio je tijekom svog djelovanja izdao jedan demo i jedan puni album kao neovisan bend bez izdavačke kuće:
- To My Beloved[5] demoalbum u listopadu 2002. godine, ukupnog trajanja 39:08, s 11 pjesama

| To My Beloved | To My Beloved             | To My Beloved | To My Beloved | To My Beloved | To My Beloved | To My Beloved | To My Beloved | To My Beloved | To My Beloved |
| Br.           | Skladba                   | Trajanje      |               |               |               |               |               |               |               |
| ------------- | ------------------------- | ------------- | ------------- | ------------- | ------------- | ------------- | ------------- | ------------- | ------------- |
| 1.            | »Gloryfying The Night«    | 3:42          |               |               |               |               |               |               |               |
| 2.            | »Our Bloom«               | 4:08          |               |               |               |               |               |               |               |
| 3.            | »Coitus Interruptus«      | 5:12          |               |               |               |               |               |               |               |
| 4.            | »Leaving You«             | 2:16          |               |               |               |               |               |               |               |
| 5.            | »To My Beloved«           | 4:00          |               |               |               |               |               |               |               |
| 6.            | »Paranoid«                | 2:28          |               |               |               |               |               |               |               |
| 7.            | »Gothic Erotic Pleasures« | 2:43          |               |               |               |               |               |               |               |
| 8.            | »Incoming Evil«           | 3:17          |               |               |               |               |               |               |               |
| 9.            | »Behind The Curtains«     | 3:59          |               |               |               |               |               |               |               |
| 10.           | »Heart Of Stone«          | 2:56          |               |               |               |               |               |               |               |
| 11.           | »Raven«                   | 4:27          |               |               |               |               |               |               |               |
| 39:08         |                           |               |               |               |               |               |               |               |               |

- Gabriel`s Grief[6] album iz 2005. godine, ukupnog trajanja 55:12, s 12 pjesama

| Gabriel`s Grief | Gabriel`s Grief                                                     | Gabriel`s Grief | Gabriel`s Grief | Gabriel`s Grief | Gabriel`s Grief | Gabriel`s Grief | Gabriel`s Grief | Gabriel`s Grief | Gabriel`s Grief |
| Br.             | Skladba                                                             | Trajanje        |                 |                 |                 |                 |                 |                 |                 |
| --------------- | ------------------------------------------------------------------- | --------------- | --------------- | --------------- | --------------- | --------------- | --------------- | --------------- | --------------- |
| 1.              | »Hollow Happiness«                                                  | 5:24            |                 |                 |                 |                 |                 |                 |                 |
| 2.              | »Embryo (Trapped Inside)«                                           | 4:36            |                 |                 |                 |                 |                 |                 |                 |
| 3.              | »Bleeding Angel«                                                    | 3:50            |                 |                 |                 |                 |                 |                 |                 |
| 4.              | »Dawn«                                                              | 4:58            |                 |                 |                 |                 |                 |                 |                 |
| 5.              | »Immortal Amour«                                                    | 3:50            |                 |                 |                 |                 |                 |                 |                 |
| 6.              | »No More Rising«                                                    | 3:44            |                 |                 |                 |                 |                 |                 |                 |
| 7.              | »Thousand Miles Away«                                               | 2:54            |                 |                 |                 |                 |                 |                 |                 |
| 8.              | »Grounded«                                                          | 3:57            |                 |                 |                 |                 |                 |                 |                 |
| 9.              | »For Elaine«                                                        | 4:33            |                 |                 |                 |                 |                 |                 |                 |
| 10.             | »Benighted States of Diabolica«                                     | 5:17            |                 |                 |                 |                 |                 |                 |                 |
| 11.             | »Servants of Stillness (In Memory of Branko Vugdelija 1959.-1993.)« | 4:52            |                 |                 |                 |                 |                 |                 |                 |
| 12.             | »Coitus Interruptus (2005.)«                                        | 7:17            |                 |                 |                 |                 |                 |                 |                 |
| 55:12           |                                                                     |                 |                 |                 |                 |                 |                 |                 |                 |

## Ostavštvina
In memoriam Branimir Vugdelija je godišnji memorijal koji se održava u Sinju od 2008. godine, organiziran od strane SUK-a (Sinjska Umjetnička Komuna), Udruge S.K.U.P. (Sinjski Kulturni Urbani Pokret), Otočke Rock udruge, UPSUS-a (Udruga za promicanje suvremene umjetnosti Sinj) i člana Embrija Josipa Markovića Boze koji su kao nit vodilju imali lik i djelo pokojnog Branimira Vugdelije i benda Embrija.  Memorijal se održava najčešće krajem kolovoza.

Na memorijalu su tijekom niza godina održavanja nasupili mnogi bendovi:

- 2008.

1. Vega,
2. Propast,
3. Taurus,
4. Car i Oni te
5. Embrio

- 2009.

1. Embrio,
2. Electric Chair i
3. Rising Dream

- 2010.

1. Embrio,
2. Darkvud,
3. Essence i
4. Atlantida

- 2011. memorijal je održan na lokaciji Kerep, na rijeci Cetini

1. Embrio,
2. M.O.R.T,
3. Darkvud,
4. Atlantida,
5. Maršal,
6. Salauk i
7. Hetrem (Bosna i Hercegovina)

- 2012.

1. Brezno,
2. Agharti,
3. Salauk i
4. Maršal

- 2013.[7]

1. Frivolous Stir,
2. Flying Head,
3. Downcast Art i
4. Embrio

- 2014.[8]

1. Sufosia,
2. Mesmera,
3. Beerkreig i
4. Embrio

- 2015.[9]

1. Coldest Dawn,
2. Ashes of Eternity,
3. Kontradikshn i
4. Embrio.

- 2016.[10]

1. Embrio,
2. Jare,
3. One piece puzzle i
4. Strength - Pantera Tribute.

- 2022.[11]

1. Embrio,
2. Phantasmagoria,
3. The Countess i
4. Arises

### Dokumentarni filmIn Loving Memory of Branimir Vugdelija
Nakon šest mjeseci snimanja, 20. travnja 2018. godine premijerno je prikazan u režiji i scenariju Bruna Markovića Ćose uz pomoć kamermana Dominika Belančića te redateljsku pomoć Rina Vugdelije, brata Branimira Vugdelije, dokumentarni film In Loving Memory of Branimir Vugdelija u trajanju od sat i trinaest minuta.
 
Dokumentarac je biografski film o Embriju, Branimiru Vugdeliji, utjecaju na lokalnu glazbenu scenu i živim sjećanjima bliskih prijatelja o "prošlim vremenima". Po riječima autora:

Film je u prikazan na nekoliko filmskih festivala a u New Mexicu je ušao u konkurenciju prva 3 filma između 105 filmova, za osvajanje nagrade FICMA festivala.

## Vanjske poveznice
- Facebook
- Embrio Encyclopaedia Metallum The Metal Archives
- Embrio  Arhivirana inačica izvorne stranice od 23. rujna 2020. (Wayback Machine) Mixer.hr
- EMBRIO (Branimir Vugdelija) – intervju: Darija Šimunov, 2006. Venia-mag
- SoundCloud
- Vjeran: Andrej To je dan koji smo posvetili za pokojonog Branimira, njemu u čast sviramo i napravit ćemo taj dan posebnim - Metal Jacket Magazine.html  Arhivirana inačica izvorne stranice od 7. prosinca 2019. (Wayback Machine) Metal Jacket Magazine